# Copa da Amizade Brasil-Japão de Futebol Infantil
A Copa da Amizade Brasil-Japão de Futebol Infantil é uma competição de futebol masculino da categoria infantil (Sub-15) do Brasil. Foi criada em 1998, originalmente para promover a integração entre futebolistas do Brasil e do Japão. É organizada pelo CFZ do Rio, clube fundado pelo ex-jogador Zico, e disputada anualmente na cidade do Rio de Janeiro.

## Histórico
A Copa da Amizade Brasil-Japão começou a ser idealizada em 1997. Na época, o Kashima Antlers, clube pelo qual Zico havia atuado, possuía um contrato com o CFZ do Rio para passar dez dias treinando no clube carioca no mês de agosto e manter contato com o futebol brasileiro. Em conjunto, Zico, a direção do CFZ e o subdiretor de marketing do clube japonês, Takashima, idealizaram um torneio para manter os atletas japoneses em disputa, ao invés de apenas realizarem treinamento. O vice-presidente do CFZ, Antônio Simões da Costa, foi quem sugeriu o nome da competição: Copa da Amizade.
As duas primeiras edições da competição foram disputadas apenas por equipes do Japão e do Estado do Rio de Janeiro, sendo oito participantes divididos em dois grupos. Da primeira edição, realizada em agosto de 1998, participaram seis equipes brasileiras (America, Botafogo, CFZ do Rio, Flamengo, Nova Iguaçu e Vasco) e duas japonesas (Kashima Antlers e Ichikawa). O Flamengo foi o vencedor chave A e o Botafogo da chave B. As duas equipes fizeram a final, vencida pelo Botafogo por 2 a 1.
Em 2000, o número de participantes passou a ser doze, divididos em três grupos. A edição foi a primeira a contar com a participação de equipes de fora do Rio de Janeiro: São Paulo e Atlético Mineiro, sagrando-se a última campeã do torneio. No ano seguinte, o número de equipes subiu para 16, distribuídas em quatro grupos.
Em 2003, a competição passou a ter 19 participantes e pela primeira vez a equipe organizadora do torneio, o CFZ, foi campeã. Em 2007, aumentou para 27 equipes.
A partir de 2008, a Copa da Amizade Brasil-Japão foi aberta para a disputa de clubes de outros países. O Libertad representou o Paraguai.
Em 2012, a competição atingiu um número recorde de participantes: 28. Este número caiu no ano seguinte para 20. Em 2013, participou uma equipe da Austrália: o Dandenong Warriors.

## Títulos por equipe
| Equipe           | Títulos                          | Vices                            |
| ---------------- | -------------------------------- | -------------------------------- |
| Vasco da Gama    | 5 (2001, 2004, 2012, 2013, 2023) | 1 (2019)                         |
| Fluminense       | 4 (2006, 2009, 2018, 2019)       | 5 (1999, 2004, 2005, 2011, 2015) |
| Flamengo         | 4 (1999, 2005, 2011, 2014)       | 5 (1998, 2000, 2001, 2017, 2023) |
| Botafogo         | 2 (1998, 2015)                   | 3 (2002, 2010 e 2018)            |
| Atlético Mineiro | 2 (2000, 2010)                   | 1 (2012)                         |
| Corinthians      | 1 (2002)                         | 3 (2006, 2008 e 2014)            |
| Cruzeiro         | 1 (2008)                         | 1 (2013)                         |
| Internacional    | 1 (2007)                         | 1 (2009)                         |
| CFZ-RJ           | 1 (2003)                         | 0                                |
| Santos           | 1 (2016)                         | 0                                |
| Grêmio           | 1 (2017)                         | 0                                |
| America          | 0                                | 1 (2007)                         |
| Madureira        | 0                                | 1 (2003)                         |